# Siegfried Zimmer (Religionspädagoge)
Siegfried Zimmer (* 29. Januar 1947 in Marktoberdorf) ist ein deutscher Pädagoge, evangelischer Theologe und Religionspädagoge.

## Leben
Zimmer wuchs im Remstal bei Stuttgart auf. Er besuchte das Gymnasium in Schorndorf und machte 1966 das Abitur. 1966–1968 absolvierte er seinen Zivildienst in einem Stuttgarter Krankenhaus. 1968–1971 studierte er an der Pädagogischen Hochschule Schwäbisch Gmünd die Fächer Geschichte, Politik und Evangelische Theologie. Er schloss mit der ersten Dienstprüfung für das Lehramt an Grund- und Hauptschulen ab. 1971–1977 studierte er evangelische Theologie an den Universitäten Heidelberg, Münster und Tübingen und schloss mit der ersten Theologischen Dienstprüfung ab. Parallel dazu war er drei Jahre lang Lehrer mit 50 Prozent Lehrauftrag.
1977–1978 folgte ein Vikariat in Hechingen mit anschließender Ordination zum Pfarrer. 1978–1983 war er wissenschaftlicher Assistent für Religionspädagogik am Lehrstuhl von Karl Ernst Nipkow an der Universität Tübingen. 1984–1985 war er Pfarrvikar in Meßstetten und bestand die zweite Theologische Dienstprüfung. 1986–1993 war er Dozent für Religionspädagogik an der damaligen landeskirchlichen Diakonen-Ausbildungsstätte Karlshöhe in Ludwigsburg (seit 1994 Evangelische Hochschule). 1993 promovierte er zum Doktor der Theologie mit dem Thema Das Problem der Kindertaufe in der Theologie Martin Luthers – Luthers reformatorische Grunderkenntnisse als Maßstab für die Frage nach der Kindertaufe. 1993–2012 war er Professor für evangelische Theologie und Religionspädagogik an der Pädagogischen Hochschule Ludwigsburg. Heute ist er emeritiert.

## Privates
Zimmer ist verheiratet, hat zwei Kinder und lebt in Ludwigsburg.

## Wirken
Neben Zimmers beruflicher Arbeit als Professor an der Pädagogischen Hochschule Ludwigsburg entstanden mit ihm zusammen mehrere Projekte, bei denen er jeweils als Hauptredner tätig war oder bis heute ist.

### Nachteulengottesdienste
Zusammen mit Pfarrer Georg Schützler gründete Zimmer 1996 die Nachteulengottesdienste in Ludwigsburg. Zu diesem monatlichen Alternativgottesdienst kamen bis zu über 1000 Besucher. Die Nachteulengottesdienste basierten auf drei Elementen: (1) Einer ausführlichen Verkündigung, (2) meditativen Körper- und Phantasieübungen und (3) einer musikalischen Gestaltung, die sich nicht an der traditionellen Kirchenmusik orientiert, sondern an der damals aktuellen Popularmusik. Mit Georg Schützler zusammen brachte Zimmer zwei Bücher über dieses Format des Gottesdienstes heraus. Die Nachteulengottesdienste werden inzwischen von anderen Verantwortlichen gestaltet.

### Worthaus
2010 war Zimmer mit daran beteiligt, den Verein Worthaus zu gründen. 2011 fand in Weimar die erste mehrtägige Veranstaltungsreihe von Worthaus statt, bei der er Hauptreferent war. Seither fanden weitere Vortragsreihen in verschiedenen deutschen Städten mit zunehmendem Publikum statt. Zudem konnte er weitere Kollegen wie Thomas Breuer, Thorsten Dietz, Marco Frenschkowski, Wilfried Härle, Manfred Oeming, Simone Paganini, Stefan Schreiber, Andreas Schüle, Klaus von Stosch, Michael Welker und Peter Zimmerling als Vortragsredner für Vorträge bei Worthaus gewinnen. Zimmer versucht, Erkenntnisse aus den Fachbereichen Theologie, Bibelwissenschaft, Geschichte, Orientalistik und Pädagogik zusammenzuführen, verständliche Schlüsse zu ziehen und an seine Zuhörerschaft anregend zu kommunizieren. Er gebraucht bei seinen Vorträgen eine möglichst einfache Sprache, die auch von jungen und säkular geprägten Menschen verstanden werden kann. Er pflegt den Dialog mit Zuhörenden und Andersdenkenden und betont zugleich seine religiöse Verankerung im evangelischen Glauben. Anlässlich des 500-jährigen Reformationsjubiläums 2017 hielt Zimmer 2016 und 2017 etliche Vorträge zu Martin Luther und dessen bahnbrechenden Entdeckungen.

## Rezeption
Zimmer wird vorgeworfen, Christen mit einem fundamentalistischen Schriftverständnis und einem konservativen Lebensstil anzugehen und  ihnen Voreingenommenheit, Sturheit und Negierung wissenschaftlicher Erkenntnisse zu unterstellen. Mitunter wirke seine Kritik scharf, plakativ, polemisch und herablassend. So meint etwa Thomas Schirrmacher: „Zimmer  stellt  Andersdenkende  pauschal  als  ungebildete,  unwissende  und  fromme  Angsthasen  dar.“
Eher konservativ-evangelikale Theologen empfinden Zimmers Darlegungen als einseitig: „Vereinfachungen und Pauschalierungen“ meint Beat Weber darin zu erkennen, und behauptet, dass Zimmer in seinem Plädoyer für die universitäre Bibelwissenschaft die darin enthaltenen Prämissen wie etwa den „methodischen Atheismus“ nicht wahrnehme. Armin Daniel Baum und Reinhard Junker bemängeln, dass Zimmer die facettenreiche, globale evangelikale Bewegung und Theologie einseitig wahrnehme und zu undifferenziert kritisiere. Zudem werde die Autorität der Bibel als Wort Gottes von ihm relativiert und ausgehöhlt, da nach seiner Auffassung Jesus selbst die Heilige Schrift kritisch interpretiert habe. Die für das bibeltreue Schriftverständnis prägende Vorstellung einer Einheit des fleischgewordenen Wort Gottes Jesus und dem inspirierten geschriebenen Wort Gottes werde damit aufgegeben. Aus evangelikaler Sicht zentrale christliche Glaubensaussagen wie die „historische“ leibliche Auferstehung Jesu, Himmel, Hölle und Teufel würden in einzelnen Worthaus-Referaten anders als von den evangelikalen Autoren gefordert interpretiert oder in Frage gestellt. Der Biologe Markus Till wies in einem Vortrag darauf hin, dass Siegfried Zimmer grundlegende christliche Lehren negiere, wie zum Beispiel die Gottessohnschaft von Jesus oder die Erlösung durch seinen Tod.
In seinen Vortragsreihen bei Worthaus greift Zimmer auch für evangelikale Kreise umstrittene Themen auf, so auch das Verhältnis von Homosexualität und Christentum. Dieser Vortrag hat große Beachtung gefunden, weil Zimmer darin behauptet, dass die Ablehnung von Homosexualität sich nicht auf die Bibel berufen könne und daher für Christen nicht haltbar sei. Er hat dazu sowohl Zustimmung als auch Widerspruch erhalten.
Mit einigen Autoren dieser kritischen Reaktionen ist Zimmer in Dialog getreten und hat wiederum öffentlich Stellung bezogen.

## Schriften
- Das Problem der Kindertaufe in der Theologie Martin Luthers. Luthers reformatorische Grunderkenntnisse als Maßstab für die Frage nach der Kindertaufe. 2 Teil-Bde. 1992 (Maschinenschr. Diss. Univ. Tübingen 1992, Ref. Oswald Bayer u. Karl-Ernst Nipkow)
- Was ist Geschichte? Plädoyer für die Befreiung der historisch-kritischen Methode aus einem verengten Geschichtsverständnis. In: Wolfgang J. Bittner, Siegfried Zimmer (Hrsg.): Was ist Bibeltreue? Fundamente, aber kein Fundamentalismus. St. Gallen (Schweiz) 1995. S. 51–57.
- mit Georg Schützler: Wohin gehen die „Nachteulen“? Argumente, Geschichten und Phantasien für Gottsucher und solche, die es werden könnten. Stuttgart 1998, ISBN 978-3791834634
- mit Georg Schützler: Nachteulen-Gottesdienste. Spirituelle Angebote für Kirchenferne. Stuttgart 2001. ISBN 978-3-783119-83-1
- Schadet die Bibelwissenschaft dem Glauben? Klärung eines Konflikts. Göttingen 2007. – 2., überarb. Aufl. 2008. Göttingen 2008. – 3., durchgehend überarb. Aufl. 2010. Göttingen 2010. ISBN 978-3-525573-06-8 – 4., unveränd. Aufl. 2012.